# Афричка краљица (филм)
Афричка краљица (енгл. The African Queen) је америчко-британски авантуристички филм из 1951. године, који је режирао Џон Хјустон. Филм је снимљен у продукцији Сама Спигела и Џона Вулфа. Сценарио су адаптирали Џејмс Аги, Џон Хјустон, Џон Колијер и Питер Вијертел на основу истоименог романа С. С. Форестера. Филм је снимао Џек Кардиф у Техниколору а музику је компонирао Алан Граy. Главне улоге су тумачили филмске звезде Хамфри Богарт (који је освојио Оскара за најбољег глумца − његовог јединог Оскара) и Кетрин Хепберн, док су се у споредним улогама истакнули Роберт Морли, Петер Бул, Валтер Готел, Ричард Марнер и Теодор Бајкл.
Прича се дешава 1914. године на почетку Првог свјетског рата у ондашњој Немачкој Источној Африци. Чарли Олнат (Богарт) је припрости, необријани Канађанин који је капетан брода Афричка краљица. Он повремено доставља пошту британским мисионарима, брату и сестри Роуз (Хепберн) и Самјуелу Сејеру (Морли). Када су Немци уништили њихово село Самјуел умире остављајући Роуз изоловану и у опасности. Чарли јој нуди свој брод да је врати назад у цивилизацију.
Филм је 1994. одабран на чување у америчком Националном филмском регистру, при Конгресној библиотеци сматрајући га „културно, историјски и естетски значајним”.

## Радња
Брат и сестра, Самјуел (Роберт Морли) и Роуз Сејер (Катрин Хепберн) су британски методистички мисионари у селу Кунгду у ондашњој Њемачкој Источној Африци на самом почетку Првог светског рата 1914. Њихову пошту и потрепштине испоручује груби и неуредни Канађанин капетан брода Афричка краљица Чарли Олнат (Хамфри Богарт), чије грубо понашање они никако не толеришу.
Када их Чарли упозорава да је избио рат између Немачке и Велике Британије, они ипак одлучују да остану, да би касније били сведоци немачког упада у мисионарско село које спаљују до темеља и протерују сељане. Када је Самјуел протестовао, био је претучен од стране једног немачког војника. Након што су Немци отишли, Самјуел доживљава делиријум са грозницом и убрзо умире. Чарли се враћа убрзо након тога. Он помаже Роуз да сахрани брата, и онда се укрцавају на Афричку краљицу.
Приликом расправе о њиховој ситуацији, Чарли напомиње Роуз да Немци имају топовњачу, по имену Краљица Луиза (правим именом на немачком језику Königin Luise), која патролира велико језеро које се налази низводно, и ефективно блокира било какав британски контра-напад. Роуз долази на идеју да претворе Афричку краљицу у торпедо и потопе Краљицу Луизу. Чарли истиче да би навигација низ реку Уланга било чисто самоубиство: да би стигли до језера они ће морати проћи немачку тврђаву и пребродити неколико опасних брзака. Али Роуз је упорна и на крају га наговара да заједно следе тај план.
Чарли се надао након што су прошли прве препреке да би се Роуз могла обесхрабрити, али она је уверена да се они могу носити са оним што тек долази, и подсећа Чарлија да је обећао да ће ићи до краја. Током свог путовања низ реку, Чарли и Роуз суочавају се с многим препрекама, укључујући немачку тврђаву и три групе брзака. Први брзак је био прилично једноставан и имали су само малу поплаву у чамцу. Али када су Роуз и Чарли пролазили покрај тврђаве морали су да се сагну јер су војници почели да пуцају по њима, остављајући две рупе од метака на врху котла што узрокује да један од црева за притисак паре бива ископчано из котла, што заузврат, узрокује да мотор брода престане да ради. Срећом, Чарли успева да врати црево назад до котла и затим наилазе на другу групу брзака. Брод иде низ брзаке изложен воденој стихији, што доводи до велике поплаве у чамцу и оштећења кабине.
Славећи свој успех, њих двоје нађу се у загрљају. Збуњени, они се првобитно предомишљају, али на крају изјављују љубав једно другом. Њих двоје одлучују да се зауставе накратко како би скупили горива и избацили воду из брода. По повратку низ реку, Чарли и Роуз се забављају гледајући нилске коње и шимпанзе на оближњој обали, али наилазе на трећу групу брзака. Овај пут, брод иде преко водопада. Још једном, они пристају на обалу реке да провере штете. Када је Чарли заронио испод чамца, он открива да је носач пропелера савијен у страну и да недостаје један комад пропелера. Срећом, захваљујући његовој способности и уз помоћ сугестија Роуз, Чарли успева исправити носач и заварити одломљени комад пропелера, и они опет настављају да плове низ реку.
Све изгледа изгубљено када се Чарли и Роуз одвајају од реке и брод се заглибио у блату и густој трсци у близини ушћа реке. Прво, они покушавају да тегле брод кроз блато, где Чарли излази из воде прекривен пијавицама. Сви њихови напори да одглаве брод пропадају. Без залиха и воде за пиће, Роуз и Чарли су уверени да немају наде за опстанак. Пре одласка на спавање Роуз се моли Богу да она и Чарли буду примљени у рај. Док су спавали, исцрпљени и сломљени, обилне кише подижу ниво реке и одвајају се од блата и плутају у језеро, за које се испоставило се, да је било само неколико минута удаљености од њихове локације. Сад на језеру, они једва избегавају да их не уочи посада брода Краљица Луиза.
Те ноћи, они су се дали на посао да претворе цилиндре с кисеоником у торпеда помоћу течног експлозива и импровизованих детонатора који користе ексере као ударне игле. Затим су причврстили торпеда кроз прамац брода. По најјачој олуји, они излазе на језеро, у намери да се сукобе са немачким бродом. Нажалост, рупе на прамцу у којима су се налазила торпеда нису биле добро затворене, тако да је вода поплавила брод, тонући све дубље и на крају Афричка краљица се преврће.
Посада брода Краљица Луиза заробљава Чарлија и одводи га на брод, где је га капетан испитује. Верујући да се Роуз утопила, он ни не покушава да се брани од оптужби за шпијунажу и бива осуђен на смрт вешањем. Међутим, Роуз је такође заробљена и Чарли узвикује њено име, а затим се претвара да је не познаје. Капетан и њу испитује, а Роуз признаје целу заверу с поносом, сматрајући да ионако немају шта да изгубе. Капетан и њу осуђује на казну погубљења због шпијунаже. Чарли пита немачког капетана да их венча пре него се казна изврши. Након кратке церемоније венчања, Немци се припремају да их обесе, када се изненада зачула експлозија и Краљица Луиза почиње да тоне. Брод је ударио на преврнути труп Афричке краљице и детонирао торпеда. Њихов план је успео, иако са закашњењем, а младенци пливају у сигурност Британске Источне Африке, данашње Кеније.

## Улоге
| Глумац         | Улога                         |
| -------------- | ----------------------------- |
| Хамфри Богарт  | Чарли Олнат                   |
| Кетрин Хепберн | Роуз Сејер                    |
| Роберт Морли   | Самјуел Сејер                 |
| Питер Бул      | капетан Краљице Луизе         |
| Теодор Бајкл   | први официр на Краљици Луизи  |
| Валтер Готел   | други официр на Краљици Луизи |
| Питер Свонвик  | први официр Форт Шоне         |
| Ричард Марнер  | други официр Форт Шоне        |

## Оскари

### Освојене награде
- Најбољи глумац − Хамфри Богарт

### Номинације
- Најбоља глумица − Кетрин Хепберн
- Најбољи адаптирани сценарио − Џејмс Ејџи и Џон Хјустон
- Најбољи режисер − Џон Хјустон